# 高林屯站
高林屯站是位于内蒙古自治区通辽市高林屯的一个铁路车站，邮政编码28037。车站建于1966年，有通让铁路经过该站，现办理客货运业务，车站及其上下行区间均未电气化。车站距离通辽站40公里，隶属沈阳铁路局，是四等站。